# Pycreus afrozonatus
Pycreus afrozonatus är en halvgräsart som beskrevs av Kaare Arnstein Lye. Pycreus afrozonatus ingår i släktet Pycreus och familjen halvgräs. Inga underarter finns listade i Catalogue of Life.